# Cronologia da pandemia de COVID-19 no Japão
Este artigo documenta a cronologia da pandemia de COVID-19 no Japão.

## Cronologia

### Janeiro de 2020
- 16 de janeiro: O Ministério da Saúde anuncia o primeiro caso confirmado do novo coronavírus.[1]
- 28 de janeiro: O governo do Japão confirma o primeiro caso de transmissão doméstica do novo coronavírus.[2]
- 29 de janeiro: Os cidadãos japoneses, que foram evacuados da cidade chinesa de Wuhan, chegam a Tóquio na manhã do horário local.[3]
- 31 de janeiro: Um avião transportando cidadãos japoneses vindos de Wuhan pousa no aeroporto de Tóquio. Este é o terceiro voo de evacuação do Japão.[4]

### Fevereiro de 2020
- 8 de fevereiro: Um japonês suspeito de ser infectado com o novo coronavírus morre na cidade chinesa de Wuhan, sendo a primeira morte japonesa por coronavírus fora do Japão.[5]
- 13 de fevereiro: O Ministério da Saúde do Japão confirma a primeira morte causada pelo novo coronavírus no país.[6][7]
- 14 de fevereiro: Uma das partidas de qualificação da Copa da Ásia de Basquetebol entre Japão e China é adiada.[8][9]
- 17 de fevereiro: A Casa Imperial cancela um evento público de aniversário do imperador Naruhito no Palácio Imperial, agendado para o fim de semana.[10]
- 20 de fevereiro: Segundo o ministério da saúde japonês, um homem de 87 anos e uma mulher de 84 anos, ambos do navio de cruzeiro Diamond Princess atracado no Japão, morrem do novo coronavírus.[11]
- 23 de fevereiro: O Aniversário do Imperador, um feriado nacional do Japão, é cancelado devido ao surto do novo coronavírus pela primeira vez na era Reiwa.[12]
- 25 de fevereiro: J-League, a primeira divisão de futebol do Japão, anuncia o adiamento de todas as partidas locais até a segunda semana de março.[8][9]
- 27 de fevereiro: O primeiro-ministro Shinzo Abe pede o fechamento de todas as escolas públicas infantis, de primário e de secundário para evitar a propagação do novo coronavírus.[13][14]
- 28 de fevereiro: O governador de Hokkaido, Naomichi Suzuki, declara o estado de emergência.[14]
- 29 de fevereiro: O primeiro caso confirmado do novo coronavírus na prefeitura de Miyagi na região de Tohoku.[14][15]

### Março de 2020
- 5 de março: O governo japonês anuncia as restrições de quarentena para todos os visitantes vindos da China e da Coreia do Sul por duas semanas.[16]
- 9 de março: O início da temporada da liga profissional de beisebol no Japão, marcado para 20 de março, é adiado.[8][17]
- 10 de março: O governo do Japão designa a disseminação do novo coronavírus como um estado de emergência histórica.[18]
- 10 de março: A J-League estende a suspensão das partidas até pelo menos 3 de abril.[8][9][19]
- 12 de março: A Câmara dos Representantes do Japão aprova o projeto de lei que permite ao primeiro-ministro Shinzo Abe declarar um estado de emergência por surto do novo coronavírus.[20]
- 18 de março: O governo do Japão decide cancelar os banquetes agendados para 21 de abril para celebrar oficialmente a ascensão do príncipe Fumihito como o principal herdeiro do trono do crisântemo.[14]
- 20 de março: O número de casos confirmados pelo novo coronavírus no Japão ultrapassa 1.000, excluindo o número dos passageiros a bordo de um navio de cruzeiro.[21]
- 24 de março: O Comitê Olímpico Internacional e o Comitê Organizador de Tóquio anunciam o adiamento de um ano para os Jogos Olímpicos e Paralímpicos de Verão de 2020. É a primeira vez na história de 124 anos dos Jogos Olímpicos da Era Moderna.[9][14][22][23][24]
- 25 de março: O Ministério das Relações Exteriores do Japão eleva seu alerta de viagem sobre viagens ao exterior para o nível 2 pela primeira vez na história do país.[14]
- 27 de março: A Organização Profissional Japonês de Beisebol adia o início da temporada de beisebol para o dia 24 de abril.[14]
- 31 de março: O Comitê Organizador de Tóquio e o governo do Japão divulgam uma parceria com a Organização Mundial da Saúde (OMS).[9]

### Abril de 2020
- 4 de abril: Tóquio registra 118 novos casos confirmados pelo novo coronavírus. Esta é a primeira vez que a capital do país registra mais de 100 casos em um dia.[25][26]
- 5 de abril: Tóquio registra outros 143 novos casos confirmados, superando os 100 pelo segundo dia consecutivo.[27]
- 6 de abril: O número de casos confirmados pelo novo coronavírus ultrapassa 4.000, excluindo o dos passageiros a bordo do navio de cruzeiro Diamond Princess.[28]
- 7 de abril: O primeiro-ministro do Japão, Shinzo Abe, declara um estado de emergência de um mês para Tóquio e seis outras prefeituras (Kanagawa, Saitama, Chiba, Osaka, Hyogo e Fukuoka) para conter a propagação do novo coronavírus.[27][29][30]
- 9 de abril: O número de casos confirmados pelo novo coronavírus no Japão ultrapassa 5.000.[31][32]
- 14 de abril: O governo japonês decide adiar as cerimônias do mesmo mês para celebrar a ascensão do príncipe herdeiro Fumihito devido ao surto do novo coronavírus no país.[33]
- 16 de abril: O primeiro-ministro Shinzo Abe decide declarar estado de emergência em todo o país.[34]
- 18 de abril: O número dos casos confirmados pelo novo coronavírus ultrapassa 10.000, registrado pelo Ministério da Saúde do país. O número total exclui os casos do navio de cruzeiro Diamond Princess.[35][36]
- 23 de abril: O número do casos confirmados por COVID-19 no Japão com 11.994, excluindo as pessoas do navio Diamond Princess, supera o da Coreia do Sul com 10.694.[1]

### Maio de 2020
- 2 de maio: O número de mortes confirmadas pelo novo coronavírus ultrapassa 500, incluindo o dos passageiros a bordo dos navios de cruzeiro.[37]
- 4 de maio: O primeiro-ministro do Japão, Shinzo Abe, estende o estado de emergência até 31 de maio no Japão devido à pandemia do novo coronavírus.[38]
- 13 de maio: A Associação Japonesa de Sumô anuncia que o lutador de sumô Shobushi Kanji, de 28 anos, morreu de falência de múltiplos órgãos devido a pneumonia causada pelo novo coronavírus. Esta é a primeira fatalidade relatada no Japão para menores de 30 anos.[27]
- 14 de maio: Primeiro-Ministro Shinzo Abe eleva o estado de emergência em 39 prefeituras.[27]
- 21 de maio: O governo japonês eleva o estado de emergência nas prefeituras de Osaka, Kyoto e Hyogo.[27]
- 25 de maio: O governo japonês suspende o estado de emergência para combater o novo coronavírus nas cinco prefeituras restantes de Hokkaido, Tóquio, Kanagawa, Saitama e Chiba após uma queda de número dos novos casos.[27][39][40]
- 27 de maio: Cerca de 140 japoneses, que foram evacuados de Wuhan no início deste ano após o surto do novo coronavírus, retornam à cidade central da China em um avião fretado.[41]

### Junho de 2020
- 1 de junho: O Ministério da Saúde do Japão começa a testar cerca de 10.000 pessoas em busca de anticorpos contra o novo coronavírus.[42]
- 2 de junho: O governo japonês aprova testes de PCR baseados em amostras de saliva dos pacientes para aumentar do novo coronavírus.[43][44]
- 11 de junho: O governo metropolitano de Tóquio suspende o alerta do novo coronavírus e diminui mais as restrições de atividades comerciais na capital.[27][45]
- 19 de junho: A temporada de beisebol profissional japonesa começa após um atraso de três meses, com os jogos disputados a portas fechadas.[27]
- 30 de junho: A startup biofarmacêutica japonesa Anges inicia o primeiro teste clínico da vacina contra o novo coronavírus em humanos.[46][47]

### Julho de 2020
- 4 de julho: Tóquio registra 131 novos casos pelo novo coronavírus em um dia, elevando o número total de pessoas infectadas com o vírus para mais de 20.000 no Japão, segundo um funcionário do governo local.[48]
- 6 de julho: O governo metropolitano de Tóquio confirma 102 novos casos do coronavírus, marcando o quinto dia consecutivo de mais de 100 casos.[49]
- 15 de julho: Tóquio eleva o nível de alerta mais alto após os aumentos recentes dos novos casos do coronavírus na capital.[50]
- 20 de julho: O número de mortes causadas pelo novo coronavírus no Japão ultrapassa 1.000, incluindo 13 mortes do navio Diamond Princess.[51]
- 21 de julho: O Ministério da Saúde do Japão aprova o uso da dexametasona como o segundo medicamento para tratamento do novo coronavírus, após a aprovação do remdesivir em maio.[52]
- 25 de julho: O número de casos confirmados pelo novo coronavírus no Japão ultrapassa 30.000.[53]
- 27 de julho: O número de casos confirmados pelo novo coronavírus em Tóquio ultrapassa 5.000.[54]
- 29 de julho: O Japão registra um número recorde de casos do novo coronavírus em um dia, chegando a mais de 1.000 pela primeira vez.[55]

### Agosto de 2020
- 3 de agosto: O número de casos confirmados pelo novo coronavírus no Japão ultrapassa 40.000, incluindo os passageiros de navios de cruzeiro e membros da tripulação.[56]
- 10 de agosto: O número de casos confirmados pelo novo coronavírus no Japão ultrapassa 50.000, incluindo cerca de 700 passageiros do navio de cruzeiro Diamond Princess.[57]
- 20 de agosto:  O número de casos confirmados pelo novo coronavírus no Japão ultrapassa 60.000, incluindo cerca de 700 passageiros do navio de cruzeiro Diamond Princess.[58]
- 25 de agosto: O governo japonês decide manter a limitação do número máximo de espectadores em esportes profissionais, shows e outros eventos para 5.000 até o final de setembro.[59]

### Setembro de 2020
- 2 de setembro:  O número de casos confirmados pelo novo coronavírus no Japão ultrapassa 70.000, incluindo os passageiros do navio de cruzeiro Diamond Princess.[60]
- 4 de setembro: A farmacêutica britânica AstraZeneca inicia os testes clínicos da vacina contra Covid-19 no Japão.[61]
- 26 de setembro: O primeiro-ministro do Japão, Yoshihide Suga, pede solidaridade mundial na luta contra o novo coronavírus ao fazer seu primeiro discurso à Assembleia Geral das Nações Unidas.[62]

### Outubro de 2020
- 12 de outubro: O número de casos confirmados pelo novo coronavírus no Japão ultrapassa 90.000, registrado pelo governo do país.[63]
- 16 de outubro: O primeiro-ministro do Japão, Yoshihide Suga, promete reviver o turismo receptivo afetado pela pandemia do novo coronavírus.[64]
- 29 de outubro: O número de casos confirmados pelo novo coronavírus no Japão ultrapassa 100.000, registrado pelo Ministério da Saúde do país.[65][66]

### Novembro de 2020
- 5 de novembro: O Japão registra mais de 1.000 novos casos diários do novo coronavírus pela primeira vez desde 21 de agosto.[67]
- 6 de novembro: O primeiro-ministro do Japão, Yoshihide Suga, pede cautela um dia após o aumento de mais de 1.000 novos casos do novo coronavírus em um dia pela primeira vez desde o final de agosto.[68]
- 22 de novembro: O número de mortes causadas pelo novo coronavírus no Japão ultrapassa 2.000, registrado pelas autoridades do governo do país.[69]

### Dezembro de 2020
- 20 de dezembro: A contagem mensal de casos do novo coronavírus em Tóquio chega a 10.000 pela primeira vez.[70]
- 21 de dezembro: O número de casos confirmados pelo novo coronavírus no Japão ultrapassa 200.000, registrado pelo Ministério da Saúde do país. O primeiro-ministro do Japão, Yoshihide Suga, nega a necessidade de declarar outro estado de emergência após o aumento de casos da doença no país.[71][72]
- 22 de dezembro: O número de mortes causadas pelo novo coronavírus no Japão ultrapassa 3.000, registrado pelo Ministério da Saúde do país.[73][74]
- 25 de dezembro: O Japão confirma os primeiros casos de variante do novo coronavírus possivelmente mais infecciosa.[75]
- 28 de dezembro: O Japão suspende as novas entradas no país de estrangeiros não residentes até o final de janeiro para evitar a propagação da nova variante do novo coronavírus do Reino Unido.[76][77]
- 28 de dezembro: O Ministério da Saúde do Japão confirma o primeiro caso da variante do novo coronavírus, encontrada na África do Sul.[78][79]

### Janeiro de 2021
- 9 de janeiro: O número de mortes causadas pelo novo coronavírus no Japão ultrapassa 4.000, registrado pelo Ministério da Saúde do país.[80]
- 10 de janeiro: O Ministério da Saúde do Japão detecta uma nova variante do coronavírus em quatro viajantes que chegaram a Tóquio em 2 do mesmo mês, vindos do estado brasileiro do Amazonas.[81]
- 13 de janeiro: O número de casos confirmados pelo novo coronavírus no Japão ultrapassa 300.000. O primeiro-ministro do Japão, Yoshihide Suga, declara o estado de emergência em sete prefeituras, incluindo Osaka e Aichi.[82]
- 23 de janeiro: O número de mortes causadas pelo novo coronavírus no Japão ultrapassa 5.000, registrado pelo Ministério da Saúde do país.[83]

### Fevereiro de 2021
- 1 de fevereiro: O número de casos confirmados pelo novo coronavírus em Tóquio ultrapassa 100.000, registrado pelo governo metropolitano.[84]
- 3 de fevereiro: O número de mortes causadas pelo novo coronavírus no Japão ultrapassa 6.000, registrado pelo Ministério da Saúde do país.[85]
- 14 de fevereiro: O Ministério da Saúde, Trabalho e Bem-Estar do Japão aprova formalmente a primeira vacina contra o novo coronavírus, desenvolvida pela Pfizer.[86]
- 15 de fevereiro: O número de mortes causadas pelo novo coronavírus no Japão ultrapassa 7.000, informado por uma contagem da agência de notícias, Kyodo News.[87]
- 16 de fevereiro: A eliminatória final de boxe para os Jogos Olímpicos de Tóquio, marcada em junho, é cancelada devido à pandemia do novo coronavírus.[88]
- 17 de fevereiro: O Japão começa a vacinar um grupo inicial de profissionais de saúde na área metropolitana de Tóquio na primeira fase de implementação de vacinação.[89]

### Março de 2021
- 20 de março: Os órgãos organizadores dos Jogos Olímpicos e Paraolímpicos de Tóquio decidem formalmente que os jogos de verão serão realizados sem espectadores estrangeiros devido à pandemia do novo coronavírus.[90]

### Abril de 2021
- 14 de abril: Uma cidade do oeste do Japão cancela a passagem da tocha dos Jogos Olímpicos de Verão de Tóquio por causa do aumento de casos do novo coronavírus.[91]
- 23 de abril: O governo do Japão declara o terceiro estado de emergência para Tóquio e três prefeituras ocidentais para conter a propagação do novo coronavírus apenas três meses antes dos Jogos Olímpicos de Verão.[92]

### Maio de 2021
- 19 de maio: O número de casos confirmados pelo novo coronavírus no Japão ultrapassa 700.000, registrado pelo Ministério da Saúde do país.[93]
- 21 de maio: O governo do Japão aprova o uso das vacinas contra COVID-19, desenvolvidas pela Moderna dos Estados Unidos e pela AstraZeneca do Reino Unido.[94]
- 28 de maio: O governo do Japão estende o estado de emergência contra COVID-19 em Tóquio, Osaka e outras sete prefeituras até 20 de junho, mais de um mês antes do início dos Jogos Olímpicos de Verão.[95]
- 31 de maio: O governo do Japão aprova o uso da vacina contra COVID-19 da Pfizer para 12 a 15 anos. É a primeira vacina a ser disponibilizada para crianças no país.[96]

### Junho de 2021
- 1 de junho: O ex-imperador Akihito, a ex-impeatatriz Michiko e quatro outros membros importantes da família imperial do Japão recebem as vacinas contra COVID-19 em Tóquio, marcando as primeiras vacinações confirmadas entre os membros da realeza.[97]
- 2 de junho: O comitê organizador dos Jogos Olímpicos de Tóquio diz que cerca de 10 mil dos 80 mil voluntários previstos desistiram de trabalhar nos Jogos Olímpicos e Paraolímpicos de Verão em Tóquio nos últimos meses por causa da pandemia do novo coronavírus.[98][99]
- 17 de junho: O governo do Japão suspende emergência do coronavírus em Tóquio pouco mais de um mês antes dos Jogos Olímpicos de Verão.[100]

### Julho de 2021
- 17 de julho: O comitê organizador dos Jogos Olímpicos de Tóquio registra o primeiro caso de COVID-19 na Vila Olímpica seis dias antes da abertura do evento.[101][102]
- 25 de julho: O comitê organizador dos Jogos Olímpicos de Tóquio confirma o primeiro caso de COVID-19 após a competição.[103]
- 31 de julho: As autoridades de Tóquio registram mais de 4.000 casos do novo coronavírus em um dia, marcando o novo recorde na capital do Japão.[104]

### Agosto de 2021
- 8 de agosto: O comitê organizador dos Jogos Olímpicos de Tóquio relata que o total acumulado de casos de COVID-19 no último dia dos Jogos chegou a 430 desde o início de julho.[105]